# Dransdorfer Burg
Die Dransdorfer Burg ist ein ehemaliger Rittersitz im Bonner Stadtteil Dransdorf. Die heutige Burg ist der dritte Bau an dieser Stelle, die etwas abseits der Siemensstraße neben der Kettelerschule und gegenüber der Kirche St. Antonius und somit nahe dem Dransdorfer Ortszentrum liegt.
Die Anlage ist samt Burgkapelle in die Denkmalliste der Stadt Bonn eingetragen und steht als Baudenkmal unter Denkmalschutz. Im Burggebäude befindet sich eine Zweigstelle der städtischen Musikschule.

## Geschichte

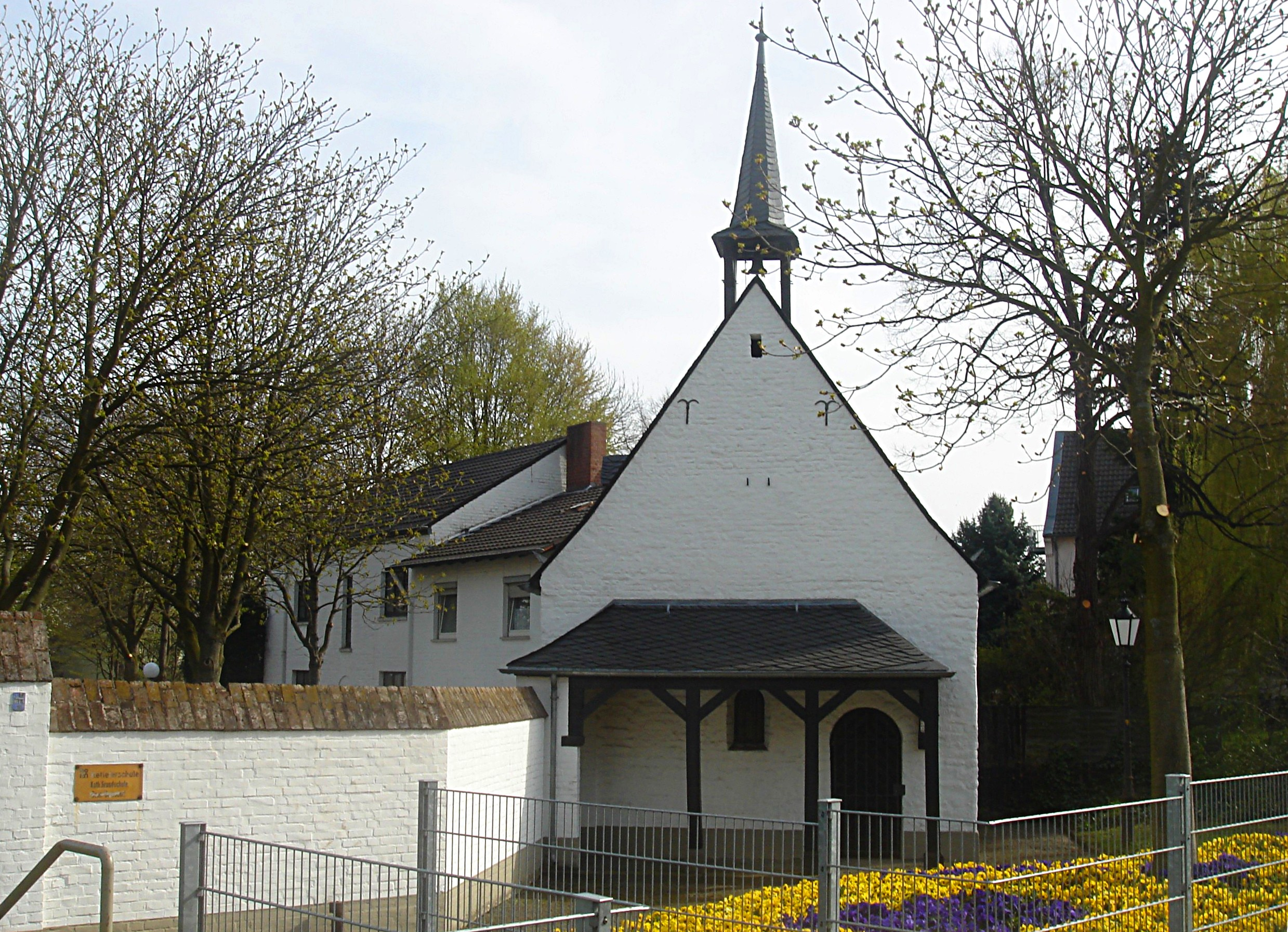
Burgkapelle

Der erste Vorgängerbau der Dransdorfer Burg entstand vermutlich um 1139, als ein kurkölnischer Dienstmann namens Cuno von Travinstorp urkundlich erwähnt wurde. 1224 gab es dann einen Ritter namens Lambertus de Draynstorp. In den folgenden Jahrhunderten wechselte der Besitz der Burg mehrfach, so gehörte sie 1482 dem Bonner Schöffen Albrecht von Zweiffel und spätestens 1664 der Kölner Familie von Lyskirchen. 1575 wurde die 30 m² große Burgkapelle (Antoniuskapelle) erstmals erwähnt. Im späten 17. Jahrhundert übernahm die Familie Junkersdorf die Burg.
Während des Pfälzischen Erbfolgekriegs verbrannten 1695 Franzosen die Dransdorfer Burg. Durch Heirat mit Agatha von Junkersdorf ging die Burg 1716 in den Besitz Franz von Grootes über. Von Groote erbaute die Anfang des 18. Jahrhunderts erneut – diesmal wohl durch Blitzschlag – abgebrannte Burg 1742 völlig neu aus Backsteinen und mit Walmdach.
Die Burg blieb bis 1860 im Besitz der Familie von Groote, aus der unter anderem der Kölner Bürgermeister Heinrich Josef von Groote stammte. 1860 verstarb Carl von Groote erbenlos, die Burg verließ so erstmals den Privatbesitz und ging an den Kölner Gymnasial- und Stiftungsfonds, der sie verpachtete. Schließlich kaufte 1954 die Stadt Bonn die Burg mit einem Gelände von 400 Morgen. Nach Abschluss einer Renovierung wurde dort am 27. September 1973 die Zweigstelle der städtischen Musikschule eröffnet.